# لينتون جونسون
لينتون جونسون (بالإنجليزية: Linton Johnson)‏ مواليد 13 يونيو 1980 في شيكاغو، هو لاعب كرة سلة أمريكي بدأ مسيرته الاحترافية في سنة 2002 يلعب مع فريق يوفي كازيرتا باسكت في ليغا باسكيت الدرجة الأولى ويحمل الرقم 43.

## فرق لعب لها
- شيكاغو بولز
- سان أنطونيو سبرز
- بروكلين نتس
- نيو أورلينز بيليكانز
- ساسكي باسكونيا
- فينيكس صنز
- تورونتو رابتورز
- شارلوت هورنتس

## إحصائيات المسيرة

### الموسم الاعتيادي
| السنة   | الفريق           | لعب | بدأ | دقيقة | ميداني% | ثلاثية | حرة   | ارتداد | صنع | استلاب | تصدي | نقطة |
| ------- | ---------------- | --- | --- | ----- | ------- | ------ | ----- | ------ | --- | ------ | ---- | ---- |
| 2003–04 | شيكاغو بولز      | 41  | 20  | 17.9  | .355    | .212   | .595  | 4.5    | .7  | .9     | .8   | 4.2  |
| 2004–05 | سان أنطونيو سبرز | 2   | 0   | 7.5   | .000    | .000   | .000  | 1.5    | .0  | .5     | .0   | .0   |
| 2005–06 | بروكلين نتس      | 9   | 0   | 3.9   | .500    | .000   | .250  | .8     | .2  | .2     | .0   | 1.2  |
| 2005–06 | أوكلاهوما سيتي   | 27  | 7   | 18.1  | .403    | .361   | .739  | 4.3    | .4  | .4     | .4   | 5.3  |
| 2006–07 | أوكلاهوما سيتي   | 54  | 0   | 13.3  | .489    | .333   | .811  | 3.0    | .3  | .6     | .3   | 4.2  |
| 2007–08 | فينيكس صنز       | 6   | 0   | 8.8   | .500    | .500   | .000  | 2.2    | .5  | .0     | .2   | 2.5  |
| 2007–08 | تورونتو رابتورز  | 2   | 0   | 5.0   | .400    | .000   | 1.000 | .5     | .5  | .0     | .0   | 3.0  |
| 2008–09 | شارلوت هورنتس    | 2   | 0   | 6.5   | .000    | .000   | .000  | .0     | .0  | .0     | .0   | .0   |
| 2008–09 | شيكاغو بولز      | 8   | 0   | 5.3   | .364    | .500   | .000  | 1.0    | .3  | .1     | .0   | 1.1  |
| المسيرة |                  | 151 | 27  | 14.0  | .416    | .305   | .699  | 3.3    | .4  | .6     | .4   | 3.9  |

### التصفيات
| السنة   | الفريق      | لعب | بدأ | دقيقة | ميداني% | ثلاثية | حرة   | ارتداد | صنع | استلاب | تصدي | نقطة |
| ------- | ----------- | --- | --- | ----- | ------- | ------ | ----- | ------ | --- | ------ | ---- | ---- |
| 2009    | شيكاغو بولز | 3   | 0   | 3.3   | .500    | .000   | 1.000 | 1.3    | .3  | .0     | .0   | 1.3  |
| المسيرة |             | 3   | 0   | 3.3   | .500    | .000   | 1.000 | 1.3    | .3  | .0     | .0   | 1.3  |

## روابط خارجية
- لينتون جونسون على موقع سبورتس رفرنس (الإنجليزية)
- لينتون جونسون على موقع الدوري الإسباني لكرة السلة (الإسبانية)
- لينتون جونسون على موقع كرة السلة الأوروبية.كوم (الإنجليزية)
- لينتون جونسون على موقع إي إس بي إن.كوم (الإنجليزية)
- لينتون جونسون على موقع كلية كرة السلة في سبورتس رفرنس.كوم (الإنجليزية)
- لينتون جونسون على موقع ريلجم (الإنجليزية)
- لينتون جونسون على موقع بروبوليرز (الإنجليزية)
- لينتون جونسون على موقع سبورتس رفرنس (الإنجليزية)